# Romano Scavolini
Romano Scavolini, né le 18 juin 1940 à Fiume en Italie fasciste (aujourd'hui Rijeka en Croatie), est un réalisateur, scénariste, chef opérateur et producteur italien.

## Biographie
Frère du scénariste, réalisateur et peintre Sauro Scavolini, il a produit le long métrage Amour et Mort dans le jardin des dieux (1972).
En 1970, il fait l'expérience de la guerre du Viêt Nam en tant que photographe, aux côtés du photo-reporter Ennio Iacobucci (it). 
Il est surtout connu pour le slasher italo-américain Cauchemars à Daytona Beach (1981) et pour une trilogie qui a subi les affres de la censure et de la distribution, composée des films À colin-maillard (1966, inspiré de L'Étranger d'Albert Camus), La prova generale (it) (1968) et Entonce (1968, considéré comme perdu). La plupart de ses films sont tournés de manière indépendante et dans un style expérimental.

## Filmographie

### Réalisateur et scénariste

#### Courts métrages
- 1964 : La quieta febbre
- 1967 : Ecce Homo
- 1970 : Così vicino così lontano - documentaire
- 1970 : Lsd - documentaire

#### Longs métrages
- 1959 : I devastati
- 1966 : À colin-maillard (A mosca cieca)
- 1968 : La prova generale (it)
- 1969 : Entonce
- 1969 : L'amore breve
- 1972 : Exorcisme tragique (Un bianco vestito per Marialé)
- 1973 : Schegge di vetro su una lastra di ghiaccio
- 1973 : Cuore (it)
- 1973 : Servo suo (it)
- 1980 : Savage Hunt
- 1981 : Cauchemars à Daytona Beach (Nightmare)
- 1988 : Dog Tags
- 2001 : Ustica: Una spina nel cuore (it)
- 2004 : Le ultime ore del Che (it) - documentaire
- 2007 : Two Families
- 2012 : L'apocalisse delle scimmie

### Producteur
- 1972 : Amour et Mort dans le jardin des dieux de Sauro Scavolini
- 2011 : Two Days de José Zambrano Cassella

### Photographie
- 1969 : La sua giornata di gloria d'Edoardo Bruno